# La sábana y los pies
La sábana y los pies è un singolo del cantante portoricano Pedro Capó, pubblicato il 23 luglio 2020 dalla major discografica Sony Music.

## Tracce
1. La sábana y los pies – 3:08